# 朱毓崧
朱毓崧，字岳雲，贵州都勻人，清政治人物、進士出身。

## 生平
同治十三年（1874年）甲戌科進士，三甲四十四名，后官雲南同知。